# Legió VI Parthica
La Legió VI Parthica va ser una legió romana que va crear l'emperador Dioclecià (284-305) a finals del segle iii quan va organitzar les fronteres a l'est de l'Imperi.
Quan va ser fundada defensava una de les províncies orientals entre l'Eufrates i el Tigris. Tot i el seu nom, l'Imperi Part ja havia desaparegut, i l'havia substituït l'Imperi Sassànida. Després del fracàs de la campanya que va dur a terme Julià l'Apòstata l'any 363 que va ocasionar la pèrdua d'aquelles províncies, la legió va formar part de la infanteria mòbil d'Orient. La Notitia Dignitatum, un document d'inicis del segle v, menciona la Sexta Parthica i diu que era una de les legions pseudocomitatenses dirigides pel Magister Militum per Orientem.